# 上田奈央
上田 奈央 （うえだ なお、1997年12月23日 -  ）は、山口放送（KRY）の女性アナウンサー。

## 経歴
八女学院中学校・高等学校、福岡大学人文学部英語学科を卒業した。
2020年、山口放送に入社した。

## 現在の出演番組
- Kry news every.（2024年4月1日 - ） - 月曜 - 木曜担当
- 10keiちゃんねる（土曜日、22:54 - 23:00） - ナレーション

## 過去の出演番組
- KRYさわやかモーニング（月曜 - 金曜、2020年3月30日 -  2022年3月25日） - MC
- 熱血テレビ（2022年3月28日 - 2024年3月28日）- MC
- KRYニュース